# 錢君仲
錢君仲（1981年11月3日—），臺灣男藝人，與他雙胞胎哥哥錢君銜以口技而打開知名度，擁有臺北市街頭藝人執照。
業餘魔術方塊玩家，曾多次參加WCA官方比賽，有許多魔術方塊紀錄，WCA ID是則是2018CHIE02 （页面存档备份，存于）。

## 經歷
2003年，參加由PChome舉辦的「無敵搞怪王」徵選活動，當時仍就讀於文化大學的錢君仲自拍的搞笑影片，更是獲得網路上的高人氣，也獲得了此賽事的冠軍。隔年更受邀替學校(文化大學)的校慶代言。
2010年參與民視的《新兵日記》演出而受到不少關注。
2012年，與哥哥一起到中國上海參加第四季的《中國達人秀》表演B-box。

## 電視劇
| 年 度  | 播出頻道   | 劇 名                            | 飾 演         |
| ------ | ---------- | -------------------------------- | ------------- |
| 2008年 | 中視       | 翻滾吧！蛋炒飯                   | 里民          |
| 2010年 | 民視       | 新兵日記                         | 葉大同        |
| 2011年 | 民視       | 新兵日記之特戰英雄               | 葉大同        |
| 2011年 | 民視       | 父與子                           | 趙立達        |
| 2011年 | 台視       | 田庄英雄                         | 林四葉        |
| 2012年 | 華視       | 粉愛粉愛你                       | 小錢          |
| 2012年 | 台視       | 東門四少                         | 蒜尾          |
| 2013年 | 公視       | 刺蝟男孩                         | 高志輝        |
| 2013年 | 民視       | 風水世家                         | 哇沙米        |
| 2014年 | 民視       | 龍飛鳳舞                         | 長腳          |
| 2014年 | 大愛電視台 | 歡喜做頭家                       | 紅龜          |
| 2014年 | 大愛電視台 | 歡喜相逢                         | 阿豹          |
| 2015年 | 民視       | 嫁妝                             | 張添財 張文學 |
| 2016年 | 民視       | 廉政英雄第三十七單元：誰是繼承人 | 趙輔助        |
| 2016年 | 民視       | 我的老師叫小賀                   | 羅添財        |
| 2016年 | 民視       | 春花望露                         | 乩童(客串)    |
| 2017年 | 民視       | 幸福來了                         | 大錢          |
| 2018年 | 民視       | 大時代                           | 算命師(客串)  |
| 2019年 | 大愛電視台 | 菜頭梗的滋味                     | 阿牛          |
| 2019年 | 大愛電視台 | 雨過天青                         | 陳文義        |
| 2019年 | 客家電視台 | 烏陰天的好日子                   | 丁全          |
| 2021年 | 民視       | 孟婆客棧                         | 馬文才        |
| 2022年 | 公視       | 村裡來了個暴走女外科             | 楊評審(客串)  |

## 電影
| 上映年份 | 電影名稱       | 飾演   | 導演   |
| 2016年   | 大尾鱸鰻2      | 天天   | 邱瓈寬 |
| 2017年   | 麻辣學院       | 蝦子   | 李金瀚 |
| 2018年   | 親愛的卵男日記 | 陳準基 | 謝光誠 |

## 唱片
| 年份 | 專輯                     | 出版       | 歌曲                               |
| ---- | ------------------------ | ---------- | ---------------------------------- |
| 2011 | 新兵日記大樂兵電視原聲帶 | Sony Music | 同一片天空、超級朋友               |
| 2012 | 弟兄                     | 艾迴唱片   | 我不窮我只是沒錢、結婚好不好、弟兄 |

## 舞台劇
- 2007年 果陀劇場《我要成名音樂劇-美好世界》
- 2018年 故事工廠《變聲偵探》
- 2019年 故事工廠《十二生肖貓來亂》

### MV演出
- 2011年《新兵日記大樂兵電視原聲帶》《同一片天空》
- 2012年《弟兄》《結婚好不好》

## 主持節目
- SHINO PURE LOVE 盤石搖滾演唱會
- 新兵進行曲（民視）

## 廣告代言
- 1995年 香吉士
- 2007年 億聯光纖
- 2010年 十八銅人行氣散
- 2010年 愛之味沖繩黑八寶
- 2011年 世界愛滋日年度代言人

### 卡通配音
- 姆姆抱抱

## 外部連結
- 錢君仲 (小錢)的Facebook專頁
- 錢君仲的新浪微博
- 錢君仲的Instagram帳戶